# Wayne Allwine
Wayne Anthony Allwine (Glendale, 7 de febrero de 1947-Los Ángeles, 18 de mayo de 2009) fue un actor de voz estadounidense, editor de efectos de sonido y artista de Foley para The Walt Disney Company. Más recordado como la voz de Mickey Mouse en Inglés durante 32 años, por poco la más larga hasta la fecha, se casó con la actriz de voz Russi Taylor, quien interpretó a Minnie Mouse desde 1986 hasta 2019. Falleció en 2009 por complicaciones de una diabetes.

## Infancia y juventud
Allwine nació en Glendale, California, el 7 de febrero de 1947. En 1966, comenzó a trabajar en la sala de correo de los estudios Disney, antes de trabajar en el departamento de efectos de sonido bajo Jimmy MacDonald.
Después de audicionar para el papel, Allwine se convirtió en la voz de Mickey Mouse desde 1977 hasta su muerte en 2009. Sucedió a MacDonald, quien en 1947 había relevado al propio Walt Disney, que había realizado el papel desde 1928, y también hizo la voz de Mickey para la serie original de televisión The Mickey Mouse Club (ABC-TV, 1955-1959).
La primera aparición de Allwine como Mickey fue en 1977 en unas secuencias iniciales para The New Mickey Mouse Club. Su primera aparición como Mickey para el cine fue en 1983 en el cortometraje Mickey's Christmas Carol. En la misma película, dio voz a un Santa Claus que al principio de la película estaba en la calle atractivo pidiendo donaciones, otro personaje que recoge para los pobres, y una de las comadrejas funerario de la escena de Navidad en el futuro.
También tuvo papeles en películas como The Great Mouse Detective (1986), ¿Quién engañó a Roger Rabbit? (1988), El príncipe y el mendigo (1990), Los Tres Mosqueteros: Mickey, Donald y Goofy (2004), la serie de televisión Mickey Mouse Works (1999-2000), House of Mouse (2001-2003) y La Casa de Mickey Mouse (2006-2009). Proporcionó la voz de Mickey para casi todas las entregas de la serie popular de videojuegos Kingdom Hearts, que se realizó en colaboración con la empresa japonesa Square Enix.
Además de su trabajo de voz, Allwine también trabajó como editor de efectos de sonido en películas y programas de televisión de Disney como Splash (1984) y Tres hombres y un bebé (1987). Ejerció  la misma función en películas de otros estudios como Innerspace (1987), Alien Nation (1988) y Star Trek V: la última frontera.
Tocaba la guitarra rítmica con la banda Davie Allan and the Arrows, incluso en el sencillo de 1967 Cycledelic.

## Últimos años de vida y muerte
En 1991, se casó con Russi Taylor, quien ha dado voz a Minnie Mouse desde 1986, y se nombraron Disney Legends en 2008. Su última actuación fue en el episodio de La Casa de Mickey Mouse "Choo Choo Express" y la versión en inglés de Kingdom Hearts 358/2 Days, que estánse dedicados a su memoria. Allwine murió de Ataque al corazón y diabetes aguda el 18 de mayo de 2009 y a continuación Bret Iwan cogió el relevo en el papel de Mickey Mouse. Le sobreviven sus hijos de matrimonios anteriores Erin, Peter, Christopher y Joshua, y un nieto. En 2013, su voz se utilizó en la versión en inglés de Kingdom Hearts HD 2.5 ReMIX.

## Filmografía

### Cine
| Año  | Título                                                      | Personaje                                      | Notas                             |
| ---- | ----------------------------------------------------------- | ---------------------------------------------- | --------------------------------- |
| 1983 | Mickey's Christmas Carol                                    | Mickey Mouse / Weasel Gravedigger / Beggar Dog | Corto                             |
| 1985 | The Black Cauldron                                          | Henchman                                       |                                   |
| 1986 | The Great Mouse Detective                                   | Thug Guard #2                                  |                                   |
| 1988 | Who Framed Roger Rabbit                                     | Mickey Mouse                                   |                                   |
| 1990 | The Prince and the Pauper                                   | Mickey Mouse/Prince                            | Corto                             |
| 1995 | A Goofy Movie                                               | Mickey Mouse                                   | Cameo                             |
| 1995 | Runaway Brain                                               | Mickey Mouse                                   | Corto                             |
| 1998 | The Spirit of Mickey                                        | Mickey Mouse                                   | Directo-a-vídeo                   |
| 1999 | Mickey's Once Upon a Christmas                              | Mickey Mouse                                   | Directo-a-vídeo                   |
| 1999 | Fantasia 2000                                               | Mickey Mouse                                   | Segmento: "Pomp and Circumstance" |
| 2001 | Mickey's Magical Christmas: Snowed in at the House of Mouse | Mickey Mouse                                   | Directo-a-vídeo                   |
| 2002 | Mickey's House of Villains                                  | Mickey Mouse                                   |                                   |
| 2004 | The Lion King 1½                                            | Mickey Mouse                                   | Directo-a-vídeo                   |
| 2004 | Mickey, Donald, Goofy: The Three Musketeers                 | Mickey Mouse                                   |                                   |
| 2004 | Mickey's Twice Upon a Christmas                             | Mickey Mouse                                   |                                   |
| 2007 | Mickey's Great Clubhouse Hunt                               | Mickey Mouse                                   | Especial                          |
| 2009 | Mickey's Adventures in Wonderland                           | Mickey Mouse                                   |                                   |
| 2009 | Mickey Mouse Clubhouse: Choo-Choo Express                   | Mickey Mouse                                   |                                   |
| 2010 | Mickey Mouse Clubhouse: Road Rally                          | Mickey Mouse                                   | Película de televisión            |
| 2011 | Mickey Mouse Clubhouse: Space Adventure                     | Mickey Mouse                                   | Última Película de televisión     |

### Televisión
| Año       | Título                                  | Personaje    | Notas                                 |
| --------- | --------------------------------------- | ------------ | ------------------------------------- |
| 1977-1979 | The New Mickey Mouse Club               | Mickey Mouse | 11 Episodios                          |
| 1983      | Mousercise                              | Mickey Mouse |                                       |
| 1987      | D-TV Doggone Valentine                  | Mickey Mouse | Película de televisión                |
| 1987      | D-TV Monster Hits                       | Mickey Mouse |                                       |
| 1988      | Totally Minnie                          | Mickey Mouse |                                       |
| 1988      | Mickey's 60th Birthday                  | Mickey Mouse |                                       |
| 1988      | Here's to you, Mickey Mouse             | Mickey Mouse | Película de televisión                |
| 1989      | Walt Disney's Wonderful World of Color  | Mickey Mouse | 2 Episodios                           |
| 1990      | The Muppets at Walt Disney World        | Mickey Mouse | Película de televisión                |
| 1990      | Disney Sing-Along Songs: Disneyland Fun | Mickey Mouse | Directo-a-vídeo                       |
| 1992      | Mickey's Nutcracker                     | Mickey Mouse | No acreditado. Especial de Televisión |
| 1993      | Bonkers                                 | Mickey Mouse | Episodio: "I Oughta Be in Toons"      |
| 1994–1995 | Mickey's Fun Songs series               | Mickey Mouse |                                       |
| 1995      | Mickey: Reelin' Through the Years       | Mickey Mouse | Película de televisión                |
| 1999–2000 | Mickey Mouse Works                      | Mickey Mouse | 30 Episodios                          |
| 2001–2003 | Disney's House of Mouse                 | Mickey Mouse | 52 Episodios                          |
| 2006–2012 | Mickey Mouse Clubhouse                  | Mickey Mouse | 100 Episodios                         |

### Videojuegos
| Año  | Título                                                | Personaje    | Notas               |
| ---- | ----------------------------------------------------- | ------------ | ------------------- |
| 1998 | My Disney Kitchen                                     | Mickey Mouse |                     |
| 2000 | Mickey's Speedway USA                                 | Mickey Mouse |                     |
| 2000 | Mickey Mouse Preschool                                | Mickey Mouse |                     |
| 2000 | Mickey Mouse Kindergarten                             | Mickey Mouse |                     |
| 2000 | Mickey Mouse Toddler                                  | Mickey Mouse |                     |
| 2001 | Disney Learning: Phonics Quest                        | Mickey Mouse |                     |
| 2002 | Disney Learning Adventure: Search for the Secret Keys | Mickey Mouse |                     |
| 2002 | Kingdom Hearts                                        | Mickey Mouse |                     |
| 2002 | Disney's Magical Mirror Starring Mickey Mouse         | Mickey Mouse |                     |
| 2002 | Disney Golf                                           | Mickey Mouse |                     |
| 2002 | Disney Sports Soccer                                  | Mickey Mouse |                     |
| 2002 | Disney Sports Skateboarding                           | Mickey Mouse |                     |
| 2002 | Disney Sports Football                                | Mickey Mouse |                     |
| 2002 | Disney Sports Basketball                              | Mickey Mouse |                     |
| 2003 | Disney's Party                                        | Mickey Mouse |                     |
| 2003 | Disney's Hide and Sneak                               | Mickey Mouse |                     |
| 2003 | Toontown Online                                       | Mickey Mouse |                     |
| 2006 | Kingdom Hearts II                                     | Mickey Mouse |                     |
| 2008 | Disney Think Fast                                     | Mickey Mouse |                     |
| 2008 | Kingdom Hearts Re: Chain of Memories                  | Mickey Mouse |                     |
| 2009 | Kingdom Hearts 358/2 Days                             | Mickey Mouse |                     |
| 2013 | Kingdom Hearts HD 1.5 Remix                           | Mickey Mouse | Material de archivo |
| 2014 | Kingdom Hearts HD 2.5 Remix                           | Mickey Mouse | Material de archivo |

### Parques temáticos
| Año  | Título                | Personaje                                  |
| ---- | --------------------- | ------------------------------------------ |
| 1991 | Muppet*Vision 3D      | Waldo C. Graphic posando como Mickey Mouse |
| 2003 | Mickey's PhilharMagic | Mickey Mouse                               |

### Trabajo de equipo
| Año  | Título                               | Posición                    | Notas         |
| ---- | ------------------------------------ | --------------------------- | ------------- |
| 1977 | A Christmas Carol                    | Editor de efectos de sonido |               |
| 1979 | The Black Hole                       | Editor de efectos de sonido |               |
| 1981 | The Fox and the Hound                | Editor de efectos de sonido | No acreditado |
| 1983 | Winnie the Pooh and a Day for Eeyore | Editor de efectos de sonido | No acreditado |
| 1983 | Something Wicked This Way Comes      | Editor de efectos de sonido |               |
| 1983 | Mickey's Christmas Carol             | Editor de efectos de sonido | No acreditado |
| 1984 | Country                              | Editor de efectos de sonido |               |
| 1984 | Frankenweenie                        | Artista de Foley            |               |
| 1985 | Baby: Secret of the Lost Legend      | Artista de Foley            |               |
| 1985 | The Black Cauldron                   | Editor de sonido            |               |
| 1985 | My Science Project                   | Editor de sonido            |               |
| 1985 | Amazing Stories                      | Editor de sonido            | 1 Episodio    |
| 1986 | Psycho III                           | Editor de sonido            |               |
| 1986 | The Great Mouse Detective            | Editor de sonido            |               |
| 1987 | Innerspace                           | Editor de sonido            |               |
| 1987 | 3 Men and a Baby                     | Editor de sonido            |               |
| 1988 | Alien Nation                         | Editor de sonido            |               |
| 1988 | The Good Mother                      | Editor de sonido            |               |
| 1989 | Three Fugitives                      | Editor de sonido            |               |
| 1989 | Star Trek V: The Final Frontier      | Editor de sonido            |               |

## Premios y nominaciones
| Año  | Otorga                                           | Premio                                                       | Trabajo                        | Resultado |
| ---- | ------------------------------------------------ | ------------------------------------------------------------ | ------------------------------ | --------- |
| 1985 | Golden Reel Award (Motion Picture Sound Editors) | Mejor Edición de sonido - Pilotos y Especiales de Televisión | Amazing Stories: "The Mission" | Ganó      |
| 1986 | Primetime Emmy Award                             | Destacada Edición de sonido para una Serie                   | Amazing Stories: "The Mission" | Ganó      |
| 1987 | Golden Reel Award (Motion Picture Sound Editors) | Mejor Edición de sonido - Película animada                   | The Great Mouse Detective      | Ganó      |
| 2008 | Disney Legend Award                              | Animación - Voz                                              |                                | Ganó      |